# مرکز مراقبت‌های مادران و کودکان آقاخان
مرکز مراقبت‌های مادران و کودکان آقاخان  (به انگلیسی: Aga Khan Maternal and Child Care Centre) بیمارستانی خصوصی در پاکستان است که در ۱۹۸۹ میلادی ساخته شد و دارای ۸۷ تخت است.